# Saul Bellow
Saul Bellow (Lachine, Montreal, 10 de junho de 1915 — Brookline, 5 de abril de 2005) foi um escritor judeu nascido no Canadá e naturalizado cidadão estadunidense.
Recebeu o Nobel de Literatura de 1976. Premiado com o Guggenheim fellowship e a Medalha Nacional de Artes, viveu em Paris, onde escreveu The Adventures of Augie March.

## Análise da obra
Bellow dominou o cenário da ficção americana, em especial o do romance judeu-americano no pós-guerra. Seu trabalho expressa a ascensão da sensibilidade dos imigrantes judeus a um lugar de poder e visão na América urbana contemporânea, bem como a angústia moral daqueles que se viram como sobreviventes do Holocausto - como Sammler, herói de seu livro Mr. Sammler's Planet. Filho de imigrantes russos, nascido no Canadá, Bellow fixou-se em Chicago ainda criança, e tornou-se seu grande cronista, com livros como Humboldt's Gift. Seu trabalho retrata cinco décadas de experiência americana, da depressão dos anos 1930 ao novo mundo neobizantino de poder, riqueza, egoísmo arrogante e divisão social na América, no qual a inteligência deve lutar contra o materialismo. Bellow resume isso em seu mais brilhante romance, Herzog, que é o retrato de um intelectual do final do [[século XX], pintado de forma tragicômica, discutindo a sorte com os grandes filósofos da modernidade. Em uma época que ele vê como massificação social, luxo desordenado, individualismo fútil e falência cultural, seu trabalho e seus heróis lutam para chegar a um humanismo contemporâneo.

## Obras

### Ficção
- Na corda bamba - no original Dangling Man (1944)
- The Victim (1947)
- The Adventures of Augie March (1953)
- Seize the Day (pt/br: Agarre a vida) (1956)
- Henderson the Rain King (pt/br: Henderson, O Rei da Chuva) (1959)
- Herzog (1964)
- Mosby's Memoirs (contos que aparecem também em Collected Stories) (1968)
- Mr. Sammler's Planet (pt/br: O Planeta do Sr. Sammler) (1970)
- Humboldt's Gift (1975), com que ganhou o Prémio Pulitzer de Ficção de 1976
- The Dean's December (1982)
- Him with His Foot in His Mouth (contos que aparecem também em Collected Stories) (1984)
- Morrem mais de mágoa - no original More Die of Heartbreak(1987)
- A Theft (1989)
- The Bellarosa Connection (1989)
- Something to Remember Me By: Three Tales (com os contos A Theft e The Bellarosa Connection) (1991)
- The Actual (1997)
- Ravelstein (2000)
- Collected Stories (2001)

Traduções em português
- Ravelstein
- O Legado de Humboldt
- Henderson, o Rei da Chuva
- Morrem Mais de Mágoa
- Agarra o Dia
- Na Corda Bamba
- As Aventuras de Augie March
- Herzog
- Cartas e Recordações

### Ensaios
- To Jerusalem and Back (1976)
- It All Adds Up (1994)